# Henry Williamson
Henry William Williamson (1 de diciembre de 1895 - 13 de agosto de 1977) fue un escritor inglés conocido por sus novelas sobre la vida silvestre, la historia social de Inglaterra, el ruralismo y la Primera Guerra Mundial. En 1928, recibió el Premio Hawthornden de literatura por su obra Tarka the Otter.
Nació en Londres y creció en un área semirrural, donde cultivó su amor por la naturaleza y la escritura relacionada con ella. Luchó en la Primera Guerra Mundial y, después de ser testigo de la tregua de Navidad y la devastación de la guerra de trincheras, primero adoptó una ideología pacifista y luego desarrolló simpatías fascistas. Tras la Segunda Guerra Mundial, se mudó a Devon, donde se dedicó a la agricultura y a la escritura, produciendo numerosas otras novelas. Se casó en dos ocasiones. Falleció en un hospicio en Ealing en 1977 y fue enterrado en el norte de Devon.
Henry Williamson nació en Brockley, en el sureste de Londres, como hijo de William Leopold Williamson (1865-1946), un empleado bancario, y Gertrude Eliza (1867-1936; de soltera Leaver).Durante su infancia, su familia se trasladó a Ladywell, donde asistió a Colfe's School para su educación secundaria. La zona, que en ese entonces era semirrural, le daba fácil acceso a la campiña de Kent, lo que le permitió desarrollar un profundo amor por la naturaleza a lo largo de su niñez.

## Primera Guerra Mundial
El 22 de enero de 1914, Williamson se unió como voluntario al 5.º Batallón (Ciudad de Londres) del Regimiento de Londres, que formaba parte de la Fuerza Territorial del Ejército británico. Fue movilizado tras la declaración de guerra a la Alemania Imperial el 5 de agosto de 1914.
En noviembre de 1914, llegó a Francia con el 1.er Batallón de la Brigada de Fusileros de Londres, integrándose en las trincheras del Frente Occidental en el saliente de Ypres, donde presenció la tregua de Navidad entre las fuerzas británicas y alemanas. En enero de 1915, fue retirado de las trincheras de invierno debido a problemas de salud, incluyendo pie de trinchera y disentería, y fue evacuado de regreso a Gran Bretaña. Tras su recuperación, el 10 de abril de 1915 fue nombrado segundo teniente en el 10.º Batallón (de servicio) del Regimiento de Bedfordshire.En mayo de 1915, comenzó su entrenamiento en el 2/1.º Regimiento de Cambridgeshire en Newmarket y, en octubre del mismo año, fue trasladado al 25.º Regimiento de Middlesex en Hornchurch. Se ofreció para especializarse en el uso de ametralladoras y, en enero de 1916, se unió a la Compañía de Ametralladoras N.º 208 del Cuerpo de Ametralladoras en Belton Park, Grantham. En mayo de 1916, fue hospitalizado en Londres por anemia y recibió una baja médica de dos meses. Se reincorporó a la 208.ª MGC y, en febrero de 1917, partió hacia el frente occidental con su unidad, que combatió junto a la 62.ª División (2.ª West Riding). Williamson desempeñó el papel de oficial de transporte y, en junio de 1917, sufrió una intoxicación por gas mientras llevaba munición a la línea del frente. Regresó al Reino Unido y pasó varios meses en hospitales militares para su convalecencia. En septiembre de 1917, fue asignado a tareas de guarnición como ayudante del 3.º Regimiento de Bedfordshire en Felixstowe. Clasificado como B1 por una Junta Médica del Ejército, debido a los efectos del gas, se consideró no apto para el servicio activo. Tras un año en Felixstowe, frustrado por la rutina de la vida de guarnición, solicitó volver al combate en septiembre de 1918, pidiendo ser transferido a la Real Fuerza Aérea, pero su solicitud fue denegada por su estado médico. Luego pidió un traslado al Ejército de la India, que le fue aprobado, aunque la orden fue cancelada al acercarse el final de la guerra. Pasó el año siguiente en tareas administrativas desmovilizando soldados en la costa sureste de Inglaterra, y fue dado de baja del ejército el 19 de septiembre de 1919.
Williamson se mostró descontento con lo que percibía como la futilidad de la guerra, y atribuyó su causa a la codicia y la intolerancia. Determinó que Alemania y Gran Bretaña no debían volver a enfrentarse en conflicto. Además, se vio profundamente impactado por la camaradería vivida en las trincheras y por los lazos de hermandad que identificó entre los soldados británicos y alemanes.

## Escritura temprana

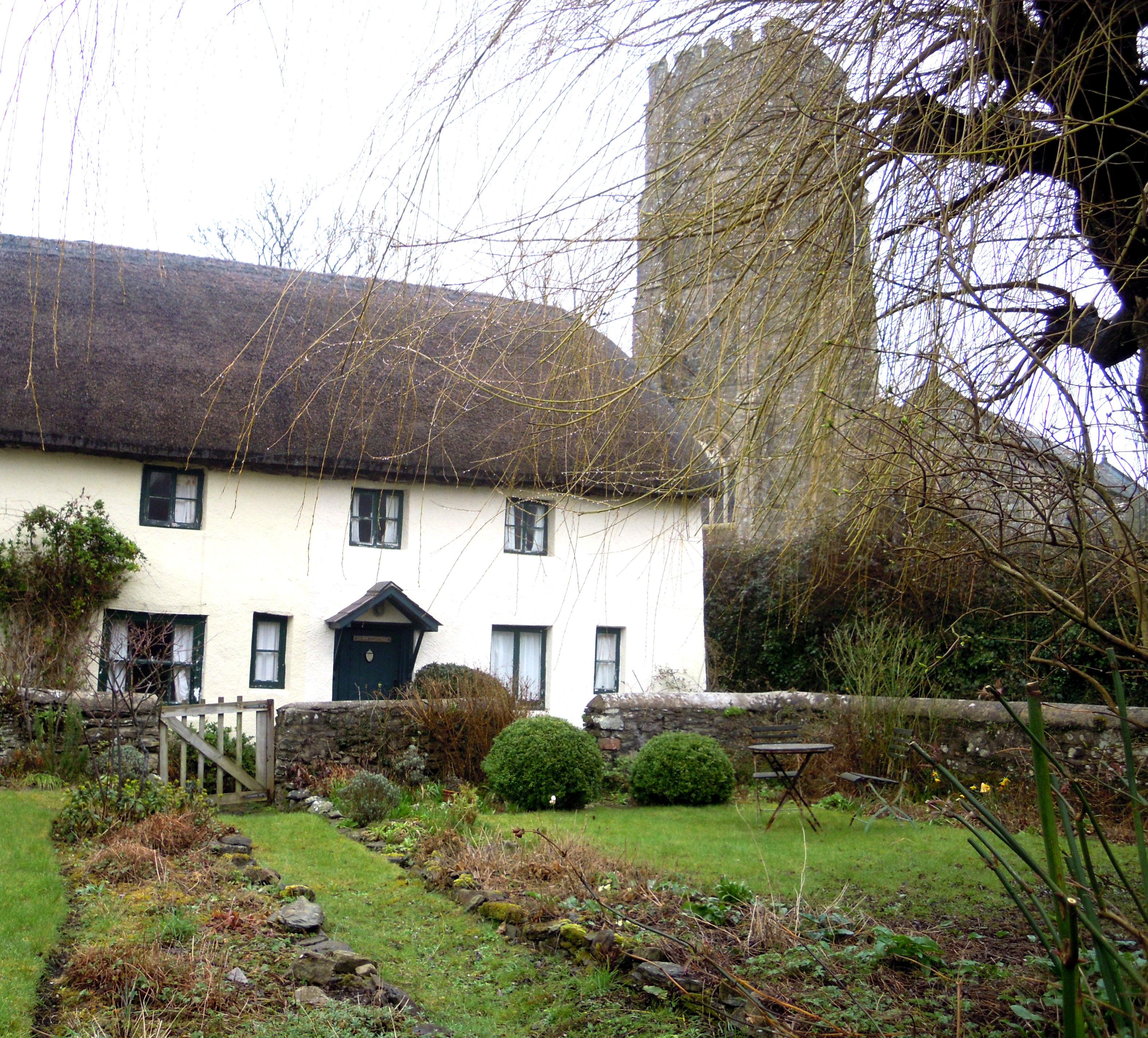
Cabaña Skirr en Georgeham, Devon, donde vivió Williamson (1921-1925). Está enterrado en el cementerio de la iglesia que hay más allá.

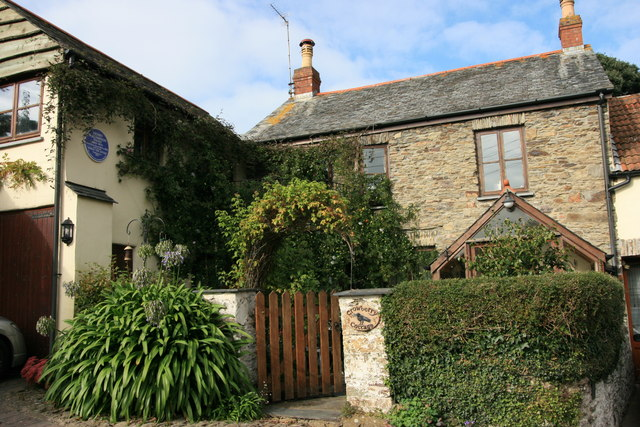
Crowberry Cottage, Georgeham, con una placa azul que conmemora la estancia de Williamson allí entre 1925 y 1929

Compartió sus vivencias de la guerra en obras como The Wet Flanders Plain (1929) y The Patriot's Progress (1930), así como en varios libros de su serie semiautobiográfica A Chronicle of Ancient Sunlight (1951-1969), que consta de 15 volúmenes.
Tras la guerra, se sintió inspirado a escribir seriamente después de leer The Story of My Heartde Richard Jefferies. En 1921, se trasladó a Georgeham, Devon, donde comenzó su nueva vida en Skirr Cottage. En 1925, contrajo matrimonio con Ida Loetitia Hibbert y juntos tuvieron seis hijos. Una de sus hijas, Margaret, fue la primera esposa del guitarrista y laudista Julian Bream.
En 1927, Williamson publicó su obra más reconocida, Tarka the Otter, que le otorgó el Premio Hawthornden en 1928 y le permitió reunir fondos suficientes para adquirir una cabaña de madera cerca de Georgeham. Allí escribió muchos de sus últimos libros, a menudo dedicando hasta 15 horas diarias a su labor. Esta cabaña fue reconocida como Patrimonio Histórico de Grado II en julio de 2014 debido a su "interés histórico".Además, Tarka cultivó una amistad con T. E. Lawrence, quien compartía opiniones similares sobre la importancia de un acuerdo de paz duradero en Europa.Lawrence falleció en mayo de 1935, poco después de recibir un telegrama de Williamson, lo que ha dado pie a varias teorías conspirativas.
En 1936, adquirió una granja en Stiffkey, Norfolk. Su libro The Story of a Norfolk Farm (1941) narra sus experiencias durante los primeros años de trabajo agrícola en ese lugar.

## Política
En 1935, Williamson asistió al Congreso del Partido Nacional Socialista Obrero Alemán en Núremberg y quedó profundamente impresionado, especialmente por el movimiento de las Juventudes Hitlerianas, que consideraba que ofrecía una visión saludable de la vida en comparación con las condiciones en los barrios bajos de Londres.Tenía una creencia ampliamente conocida de que Hitler era, en esencia, un buen hombre que deseaba construir una Alemania nueva y mejor.Opuesto a la guerra y convencido de que los conflictos eran provocados por "intereses monetarios usurarios" judíos,se sintió atraído por la Unión Británica de Fascistas de Oswald Mosley, a la que se unió en 1937.Mosley fue transformado en el personaje Hereward Birkin en A Chronicle of Ancient Sunlight de Williamson, posiblemente como referencia a Hereward el Proscrito y a Freda May Birkin, o tal vez a Chattie Wake, quien se casó con Michel Hewitt Salaman, un capitán del Exmoor Hunt entre 1908 y 1911.
El día en que se declaró la guerra por parte de Gran Bretaña, Williamson propuso a sus amigos que podría volar a Alemania para dialogar con Hitler y persuadirlo de evitar el conflicto. Sin embargo, después de una reunión con Mosley más tarde ese mismo día, abandonó esa idea.Al inicio de la Segunda Guerra Mundial, fue detenido brevemente bajo el Reglamento de Defensa 18B debido a sus opiniones políticas.En una visita a Londres en enero de 1944, notó con satisfacción que lo que consideraba la fealdad e inmoralidad del sector financiero y bancario había sido "aliviado un poco por una catarsis explosiva" y algo "purificado por el fuego". En The Gale of the World, su último libro de la serie Crónica, publicado en 1969, hace que su personaje principal, Phillip Maddison, cuestione la validez moral y legal de los Juicios de Núremberg.
Williamson mantuvo una relación cercana con Mosley inmediatamente después de la guerra, pero cuando lo llevó como invitado al Savage Club, se le pidió a Mosley que se retirara.A pesar de esto, Williamson rechazó la invitación de Mosley para unirse al recién formado Movimiento Union y, de hecho, sugirió a Mosley que abandonara la política por completo, lo que provocó una ruptura entre ambos.Sin embargo, Williamson continuó escribiendo para la revista teórica de Mosley, The European.También siguió expresando admiración por ciertos aspectos de la Alemania nazi tras el conflicto.

## Vida y la escritura en la posguerra

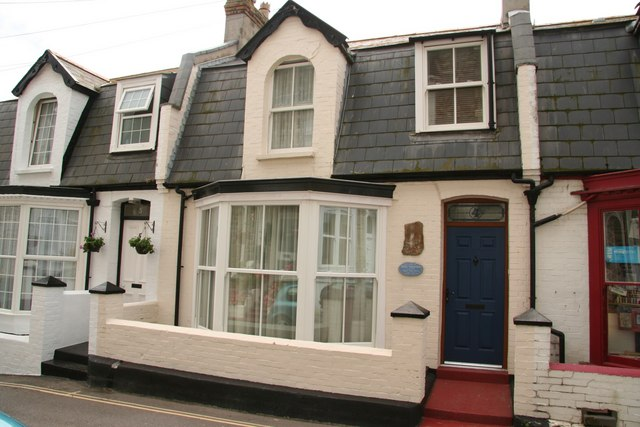
La casa de los Williamson en Capstone Road, Ilfracombe

Después de la guerra, la familia dejó la granja y en 1946, Williamson se mudó solo a Ox's Cross, en Georgeham, al norte de Devon, donde construyó una pequeña casa dedicada a la escritura. En 1947, Henry y Loetitia se separaron. Williamson se enamoró de una joven profesora, Christine Duffield, y se casaron en 1949. Fue entonces cuando comenzó a escribir su serie de quince novelas, conocida colectivamente como A Chronicle of Ancient Sunlight. En 1950, año en que nació su único hijo con Christine, Harry Williamson, editó una colección de poemas y relatos de James Farrar, un prometedor joven poeta que había fallecido a los 20 años durante la Segunda Guerra Mundial. Desde 1951 hasta 1969, Williamson produjo casi una novela al año y colaboró regularmente con el Sunday Express y la revista The European, dirigida por Diana Mosley. También contribuyó con reseñas y artículos para The Sunday Times.
En 1964, Williamson tuvo un breve romance con la novelista Ann Quin, quien era casi cuarenta años más joven que él. Anteriormente, había mantenido una relación con su secretaria Myfanwy Thomas, hija del poeta Edward Thomas. Estas situaciones generaron una gran tensión en su matrimonio, y en 1968, Christine y Williamson se separaron y finalmente se divorciaron tras años de distanciamiento.
En 1974, Williamson comenzó a trabajar en un guion para una adaptación cinematográfica de Tarka the Otter, pero su versión, que tenía 400.000 palabras, se consideró demasiado extensa para la película. Mientras él trabajaba en su guion, el rodaje continuó sin su conocimiento, y la película, narrada por Peter Ustinov, se estrenó en 1979.

## Muerte

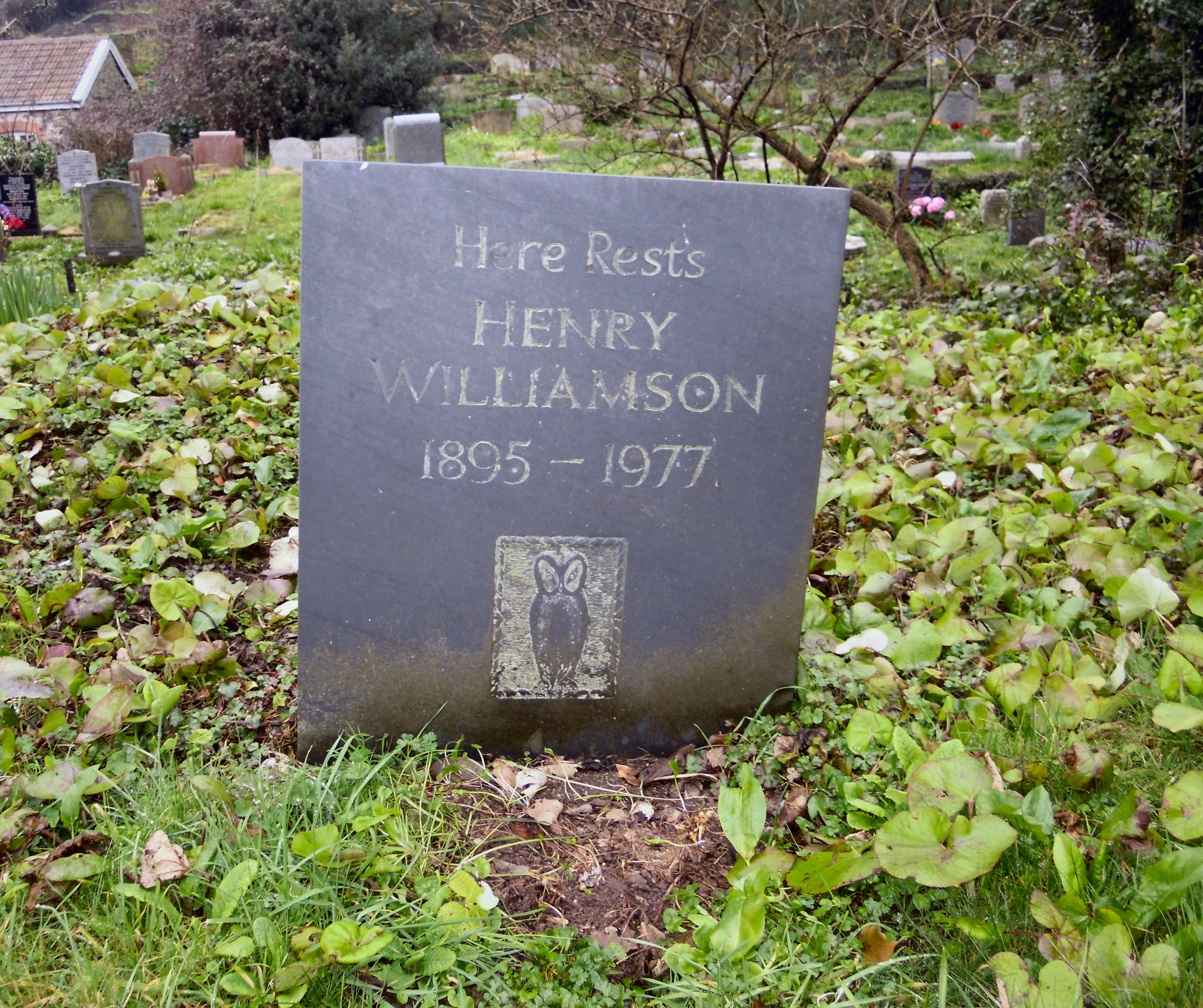
La tumba de Williamson en el cementerio de la iglesia de San Jorge, Georgeham

Después de someterse a una anestesia general para una operación menor, la salud de Williamson sufrió un deterioro drástico. Un día estaba caminando y cortando leña, y al siguiente se volvió irreconocible, sin recordar quién era su familia. Afectado por demencia senil, fue trasladado a un hospicio en Twyford Abbey, en Ealing. Falleció allí el 13 de agosto de 1977, coincidiendo con el día en que se filmaba la escena de la muerte de Tarka. Su cuerpo fue enterrado en el cementerio de la iglesia de St. George en Georgeham, North Devon.En un servicio de acción de gracias en St. Martin-in-the-Fields, Ted Hughes pronunció el discurso conmemorativo.

## Sociedad Henry Williamson
La Sociedad Henry Williamson fue establecida en 1980. Su primera esposa, Loetitia, apoyó a la sociedad hasta su fallecimiento en 1998, y su hijo, Richard, actualmente ocupa el cargo de presidente.